# 3-oxobutanoat d'etil
El 3-oxobutanoat d'etil (abans conegut com a acetoacetat d'etil) és un compost orgànic de la classe dels èsters, que és l'èster etílic de l'àcid 3-oxobutanoic. El seu estat és líquid i de naturalesa incolora. S'utilitza àmpliament com a intermedi químic en la producció d'una gran varietat de compostos i com a aromatitzant per als aliments.

## Obtenció
Industrialment, s'obté per tractament del dicetè amb etanol.
Al laboratori es prepara a partir de l'acetat d'etil mitjançant la condensació de Claisen, generant 3-oxobutanoat d'etil i etanol.